# Los Sardineros
Los Sardineros es un caserío situado aproximadamente a un kilómetro de la Rambla de Albosa, en el término municipal de Requena. A inicios del siglo XXI está deshabitada. Junto al caserío se encuentran los restos del Castillo de Sardineros.